# Peacemaker (canción de Green Day)
«Peacemaker (Pacificador)» es la novena canción del octavo álbum de la banda Green Day.
Peacemaker habla sobre la venganza, de como la gente se venga por algo. También habla sobre la autodestrucción y el control de las armas, desde un punto de vista sexual. Es una canción que va directamente al grano de todo lo que ocurre.
En esta canción, Green Day utilizó una influencia musical del Medio Oriente.
- Datos: Q6067837